# 马来西亚国家文化与艺术局
马来西亚国家文化与艺术局（JKKN）是马来西亚旅游和文化部的其中一个机构。它负责在马来西亚推行文化和艺术活动。

## 历史
1953年時，社会福利部下設立了文化處。1964年該處轉屬通訊部。1972年該組轉属文化、青年和体育部。1987年時，置於旅游和文化部下。1992年改属文化，艺术和旅游部，復改屬文化，艺术和遗产部（KEKKWA）。
2005年3月22日，該組于2005年令第S20號之下升格为国家文化与艺术局。
2007年2月1日，于2007年令第S40號之下增設规划、研究与发展处於文艺局之下。
2008年3月18日，文艺局成為团结，文化，艺术及文物部属下机构之一。2009年4月轉為马来西亚信息、传播与文化部（KPKKW）属下的一个机构。
2013年5月16日起，该局成為马来西亚旅游与文化部的属下机构。

## 愿景
以“一个马来西亚”的概念来建立一個富有文化的马来西亚社会。

## 使命
1. 为了加强保护文化和艺术的努力。
2. 培育、引导、傳播和鼓励以推廣文化和艺术事業。
3. 鼓励和加强对艺术、文化事業的宣傳工作。

## 工作
在2013年2月，国家文化与艺术局（JKKN）和国家艺术、文化和遗产学院（Aswara）被指示成立礼仪学校以培養高尚的价值观和建立良好性格的社会成员。
同年二月，文艺局总局长拿督诺丽扎罗夫琳以全国创意产业政策宣布提供马币400万令吉的拨款供人们申請以发展艺术界。
2013年5月11日，在「我们的创意艺术」嘉年华时，诺丽扎宣布在2008年，创意产业贡献了1.27％的国民总收入，相当于94亿令吉。该嘉年华是经济转型计划（ETP）下的入口点项目之一。該ETP属于通信内容和基础设施的国家关键经济领域（NKEAs）。